# إينار لارسن
إينار لارسن (بالنرويجية البوكمول: Einar Bruno Larsen)‏ (17 نوفمبر 1939 أوسلو النرويج - ) هو لاعب كرة قدم نرويجي. لعب 7 مباريات وسجل هدف، شارك في الألعاب الأولمبية الشتوية 1964.

## مسيرته

### مسيرته مع المنتخبات الوطنية
- 1957 - 1957 لعب مع منتخب النرويج تحت 19 سنة لكرة القدم مباراة.
- 1963 - 1963 لعب مع منتخب النرويج تحت 21 سنة لكرة القدم 3 مباريات.
- 1965 - 1965 لعب مع منتخب النرويج لكرة القدم 3 مباريات سجل خلالها هدف.

## روابط خارجية
- إينار لارسن على موقع اتحاد النرويج (النرويجية)
- إينار لارسن على موقع قاعدة بيانات كرة القدم.إي يو (الإنجليزية)
- إينار لارسن على موقع عالم كرة القدم.نت (الإنجليزية)
- إينار لارسن على موقع EliteProspects.com (الإنجليزية)
- إينار لارسن على موقع أوليمبيديا (الإنجليزية)